# Династия Пантюшиных
Пантюшины- старинный крестьянский род, более восьми веков назад поселившийся на берегах слияния двух рек: Москва- реки и Пахры, в селе Мячково. Переписные книги Московского уезда за 1646 год донесли до нас описание дворцового села Мячково: « у церкви во дворе поп Илья, да в селе живут каменщики, ломают государев белый камнь, и к Москве возят, а тягла никакого не тянут». Известно, что Пантюшены издревле трудились на этих каменоломнях. Добываемый здесь известняк шёл на строительство храмов Владимиро- Суздальского княжества. Например, именно из этого материала построены Дмитриевский и Успенский соборы во Владимире.
В 1583 году район Мячковской каменоломни был передан в управление специально созданного Приказа каменных дел. В 1585 году в царствование Фёдора Иоановича вокруг Москвы строится белокаменная стена- так называемый « Белый Град». Позже на базе деревень и сёл Бронницкого уезда формируется Мячковская Дворцовая Волость.
Яков Леонтьев 1677—1752 (фамилия Пантюшин появилась в роду позднее) ломал и обрабатывал камень при строительстве Новоиерусалимского монастыря, Церкви Рождества Пресвятой Богородицы в родном селе Верхнее Мячково, сооружённая в духе московского зодчества конца XVII века, которая в годы советской власти не закрывалась. Его дело продолжили сын и внук Иван Яковлев (1712—1780), Никифор Иванов (1735—1789) они пилят камень при строительстве храмов в Москве и многих окрестных сёлах- Остров, Беседы, Зелёная Слобода, Марково, Софьино, Иерусалимская церковь в городе Бронницы.
Фамилию «Пантюшин» стали носить потомки Пантелеймона Никифорова (1778—1812). Он погиб в сентябре 1812 года близ переправы у сёл Нижнее и Верхнее Мячково. В тот момент отступающая армия Кутузова переправилась через Москва- реку близ села Чулково и разделилась на две части — обманную, которая заманивала противника по старой Рязанской дороге и основную, которая шла мимо деревень Зелёная слобода и Нижнее Мячково. В этой местности французские войска подвергаются нападениям крестьянских партизанских отрядов, состоящих из жителей окрестных деревень. В одном из таких столкновений 22 сентября 1812 года погибает Пантелеймон Никифоров. В благодарность, односельчане называют его Пантюшей, а его детей - Пантюшины (Татьяна Пантелеевна 1795- ?, Евдокия Пантелеевна 1796- ?, Ксения Пантелеевна 1802- ?, Николай Пантелеев 1865—1883, Алексей Пантелеев 1807—1880 (в 1830 году ушёл в рекруты и вернулся только в 1865 году отслужив полный срок), Степан Пантелеев 1810—1862 и Максим Пантелеев 1798—1880).
Сын Пантюшина Максима Пантелеева и Пантюшиной Прасковьи Борисовой (1802—1865)- Яков Максимович (1828—1895 похоронен на территории Церкви Рождества Пресвятой Богородицы) не только добывает известняк, но и начинает производить из него декоративные элементы для оформления зданий и знаменитые на всю Россию мукомольные жернова. В своё дело Яков Максимович (жена- Пантюшина Ульяна Иванова 1830—1897 похоронена радом с мужем) берёт двух сыновей- Андрея Яковлева (1858—1926) и Василия Яковлева (1869—1906). В это время предприятие Пантюшиных продолжает сильно развиваться. На земле взятой в аренду у князя Борятинского (ставшего наследником Зотова Н. М.) открывается артель по добыче «белого камня». В каменоломне «3-я Полянка», расположенной в лесу, близ реки Волкуше, (вначале работало двадцать человек). Камень добывали в основном летом, летом же его грузили на баржи и отправляли по разным городам. Пантюшины имеют свои пристани в Мячково, Москве, Твери и Нижнем Новгороде, но основной доход и известность Пантюшиным приносит производство мельничных жерновов. Для этого подходит очень крепкий Мячковский камень, он идёт на нижний, не подвижный «лог». На верхний «ходун» шли жернова из более мягкого камня: Киевские (из- под Глухова). Пантюшины сами ездили на Киевщину и там организовывали добычу «Киевского» камня. Хороший жёрнов, диаметром девять четвертей стоил в 1856 году 428 рублей. На Нижегородской ярмарке продавали Лыткаринские жернова на 30000 рублей, основную часть жерновов продавали Пантюшины. Здесь у них была своя пристань. «Плохой камень разорит — хороший обогатит» так в народе говорили о жерновах, изготовленных Пантюшиными. Даже знаменитый московский булочник Филиппов брал муку только на проверенных меленках, где стояли жернова, изготовленные Пантюшиными.
Предприятие Пантюшиных развивалось вплоть до 1917 года. С их участием в 1911 году был построен первый водопровод в Раменском районе, открыта первая аптека в Верхнем Мячково, которая просуществовала до 1990 года. Пантюшины первые стали разрабатывать кварцевый песок на Волкуше и перевозить на стекольные заводы в Лыткарино. Уже позднее в 1935 году был построен завод зеркальных отражателей, ЛЗОС- Лыткаринский Завод Оптического Стекла. Волкушинский карьер просуществовал до 1974 года и был заброшен. На его месте образовался знаменитый Лыткаринский карьер- прекрасное место для отдыха горожан и приезжих.
Судьба семьи Андрея Яковлевича почти неизвестна. После революции 1917 года дети уехали за границу и их следы затеряны., сам Андрей Яковлевич похоронен на территории родной Церкви Рождества Пресвятой Богородицы. Василий Яковлевич женился на Филипповой Марии Фёдоровне оставив после себя шестерых детей- Пантюшин Пётр Васильевич (1897-?)- служил моряком в царском флоте; Пантюшин Николай Васильевич (1899-?); Пантюшин Иван Васильевич (1901-?) — переехал в Москву, работал на военном заводе п/я № 49; Пантюшин Михаил Васильевич (1902—1952)- во время Великой Отечественной войны попал в плен, прошёл фильтрационные лагеря, бежал, примкнул к партизанам, закончил войну в партизанском отряде; Пантюшин Алексей Васильевич (04.02.1904- 1912г) в 1907 году был взят на воспитание в царскую семью Николаем II, умер в 1912 году в Петербурге; Пантюшина (Гжелева) Мария Васильевна (1906—1997) работала, воспитывала детей и внуков- Куликовы, Губановы.
После революции  1917 года всё хозяйство и дом были конфискованы по указанию Бронницкого ЧК, под угрозой расстрела дом Пантюшиных был конфискован, в нём была открыта местная аптека,  было выслано в Тульскую губернию практически все оставшиеся члены семьи Пантюшиных. В селе Верхнее Мячково в выделенном после конфискации доме старьёвщика  осталась дочь Андрея Яковлевича, Пелагея Андреевна Пантюшина ( Романова), До сих пор, оставшиеся потомки семьи Пантюшиных чтут память семьи и приходя на его могилу возле церкви Рождества Пресвятой Богородицы чтут его память и память своей семьи.